# Visione fantastica
Visione fantastica è un dipinto a olio su muro, trasportato poi su tela, di Francisco Goya. Si tratta della più enigmatica delle sue Pitture nere, le quali originariamente decoravano le pareti della Quinta del Sordo, la casa di Madrid dove l'artista si ritirò per alcuni anni. 
Conservata al Prado di Madrid, l'opera fu eseguita dal 1819 al 1823.

## Storia
Il dipinto era situato a destra della porta al piano superiore della Quinta del Sordo. Nel 1873 la casa fu comprata dal banchiere franco-tedesco Émile Baron d'Erlanger (1832-1911) che ordinò quindi a Salvador Martínez Cubells di trasportarne su tela tutte le pitture. Nel 1881 l'opera venne donata al museo del Prado.

## Descrizione
A sinistra appaiono due figure, una maschile e una femminile, sospese in volo su un paesaggio dominato da una grande montagna. I due guardano in direzioni diverse, con espressione spaventata: la donna si copre in parte il volto con la propria veste. In primo piano sulla destra, invece, una fila di soldati francesi punta i fucili contro un folto gruppo di uomini che ignari viaggiano con cavalli e carri: questi ultimi potrebbero essere dunque spagnoli fuggiti dalle loro terre durante il conflitto con la Francia, un tema già affrontato da Goya nella serie di incisioni I disastri della guerra.